# Lijst van automerken (alfabetisch)
Hieronder een lijst van automerken, waarbij opgemerkt moet worden dat verschillende merken failliet gingen, opgekocht werden, of in andere merken over gegaan zijn en nu niet meer bestaan.
Zie ook Lijst van automerken naar land.

## A
- AAA (Frankrijk 1919-1920)
- AAA (Duitsland 1919-1925)
- Abadal
- Abarth
- ABC
- AC
- AC Propulsion
- Ace
- Acura (zie ook Honda)
- Adami (Italië 1901-1906)
- Adams-Farwell (VS, 1889-1912)
- Adler
- Aero
- Aero Car
- Aerocar (VS 1906-1908)
- Aerocar (VS 1956)
- AGA
- A.G. Alfieri
- Ajax (VS 1925-1926)
- Ajax (Zwitserland 1906-1910)
- Ajax (Frankrijk 1913-1919)
- Ajax (VS 1921)
- Ajax (VS 1901-1903)
- Akkermans
- Alba
- Albers-Apollo
- Alca
- Alda
- ALFA
- Alfa Romeo
- Alfi
- Allard
- Allstate
- Alpha Sports
- Alpine, ook Alpine-Renault
- Alpina
- Altmann (1898)
- Altmann (1905)
- Alvis
- Amal
- Ambassador
- Amectran
- (American) Austin
- (American) Bantam
- American Coulthard
- American Electric
- American LaFrance
- American Locomotive Company (ALCO)
- American Motors Corporation (AMC)
- American Voiturette Company
- Amilcar
- Amphicar
- Amuza
- Anderson Electric Car Company
- Anhut Motor Car Company
- Ankel
- Antilope
- d'Aoust
- APAL
- Apollo
- Apperson
- Arash
- Ariel
- Armstrong Electric
- Armstrong Siddeley
- Arnhemsche Machinefabriek
- Arno
- Arnolt
- ARO
- Arrol-Johnston
- Arrol-Aster
- Artega
- Artes
- AS
- ASA
- Ascari
- Ashley
- Aster
- Aston Martin
- Astra (Verenigde Staten)
- Astra (Frankrijk)
- Astra (Verenigd Koninkrijk)
- Ataf-Porata
- Attica
- Auburn
- Audi
- Audibert & Lavirotte
- Aurus
- Austin
- Austin-Healey
- Australian Kitcar
- Austro-Daimler
- Autobianchi
- Autocars Co.
- Auto-Mixte
- Autolette
- Automobile Monteverdi
- Automobiles René Bonnet, zie: Matra
- Auto-Palace
- Auto-Union
- Auverland
- AVA
- Avanti

## B
- B Engineering
- Baas
- BAC
- Baic
- Bajaj Tempo
- Baker Electric
- Bambino
- Baojun
- Barkas
- Barkey
- BBC
- Beaver
- Beccaria
- Bedford
- Belcar
- Belgica
- Bentley
- Benz
- Berkeley
- Bermuda Buggy
- BGF
- Bianchi
- Bij 't Vuur
- Birchfield
- Bird's Buggy
- Bisacar
- Bitter
- Bizzarrini
- BMW
- Bobbie Kar
- Bomac
- Bond
- Borgward
- Borland
- Bricklin
- Briggs-Detroiter
- Briscoe Motor Company
- Bristol Cars
- Broc
- Brush Motor Car Company
- BSA
- Buffalo Electric
- Bugatti
- Buick
- Burton
- BYD
- Byton

## C
- Cadillac
- Carbontech
- Caparo
- Carmel
- Carver
- Caterham
- Changan
- CD
- CG
- Chalmers
- Champion
- Chandler
- Chaparral
- Charon
- Chatenet
- Checker
- Chenard & Walcker
- Chery
- Chevrolet (Zie ook: Corvette)
- Christiane-Huit
- Church
- Chrysler
- Cisitalia
- Citroën
- Cizeta-Moroder
- Clan
- Classic Glass
- Classic Revival
- Cleveland Electric
- Clenet
- Cobra Craft
- Cole
- Colonial
- Columbia Electric
- CT&T
- Columbia Motors
- Commerce
- Consolidated Motor Company
- Cord Automobile
- Cord
- Corona
- Corre
- Corre-La Licorne
- Corvette
- Courier
- Crawford Automobile
- Crosley
- Crosmobile
- Crow-Elkhart
- Cunningham
- Cupra
- Cygnus

## D
- DAF
- Dacia
- Daewoo
- Daihatsu
- Daimler (Duitsland)
- Daimler (Verenigd Koninkrijk)
- Dakar
- Daktari
- Darracq
- Dasse
- Datsun
- Davis
- DAX (automerk)
- Day Automobile Company
- Dayton Electric
- Daytona
- DB
- De Dion-Bouton
- DeLorean
- DeSoto
- De Tomaso
- Deauville
- Del Mar
- Delage
- Delahaye
- Delaunay-Belleville
- Dellow
- Demotcar
- Detroit Automobile (1899-1901)
- Detroit Electric
- Detroit-Dearborn
- Deuce Customs
- Deutz
- Devaux
- Dino
- DKW
- Doble
- Dodge
- Donald Healey
- Dongfeng
- Donkervoort
- Donett
- Dort
- DRB
- DS Automobiles
- Duesenberg
- Durant
- Duryea

## E
- Eagle
- E-M-F Company
- Edonis
- Edran
- Edsel
- Elcat
- Electrakar
- Electric Carriage and Wagon Company
- Electric Vehicle Company
- Electrobat
- Elfin
- Eliica
- Elva
- Empire
- EMW
- Erskine
- Essex
- ESTfield (door Racetech)
- Evans (Australië)
- Everitt
- Excalibur
- Excelsior (België)
- Excelsior (Frankrijk)
- Eysink

## F
- Facel Vega
- Fairthorpe
- Faralli & Mazzanti
- Farboud
- FAW
- Fendt
- Fengon / Fengguang
- Ferrari
- Fiat
- Finch
- Finlandia
- Flint Motor Company
- FN
- Fondu
- Ford
- Ford (Frankrijk)
- FPV (Ford Performance Vehicles)
- FRAM
- Frangivento
- Franco
- Franklin
- Frazer Nash
- Frazer
- Frazier
- FSM
- FSO
- Fisker

## G
- G-Force
- Gamila
- Garbaty
- Gatso
- GAZ
- Gazelle
- Geely
- Gelria
- Genesis
- Germain
- Ghia (designbureau en carrosseriebouwer)
- Gibbs
- Gilbern
- Gillet
- Ginetta
- Glas
- GMC
- Gobron-Brillié
- Goggomobil
- Goliath
- Gordini
- Gordon-Keeble
- Gräf & Stift
- Graham
- Great Wall
- Gregory
- Gumpert
- Günsel
- Gurgel
- Gutbrod

## H
- Hamann
- Hammel
- Hanomag
- Hansa
- Harrison
- Hartnett
- Heinkel (Heinkel Trojan)
- Hennessey Performance Engineering
- Herreshoff
- Hillman
- Hindustan
- Hispano Suiza
- Holden
- Hollier
- Homebush
- Hommel
- Honda (zie ook Acura)
- Hongqi
- Hoppenstand
- Horch
- Hotchkiss
- HSV
- Huber
- Hudson
- Hulas
- Humber
- Hummer
- Hupmobile
- Hyundai

## I
- IFA
- IMV
- Imperial
- Imperia
- Infiniti
- Innocenti
- International Harvester
- Invicta
- Isdera
- Iso
- Isotta Fraschini
- Isuzu
- Itala
- IZj

## J
- Jackson Automobile Company
- Jaguar
- James and Browne
- Jansen
- Jawa
- Jeep
- Jehle
- Jensen
- Johnson Service Company
- Jordan
- Jösse Car
- Jowett
- Juwel

## K
- Kaiser
- KAvZ
- Keller
- Kewet
- Kia
- King Motor Car Company
- Kissel Motor Car Company
- Kleinschnittger
- Koenigsegg
- Konings
- Kraftwerkz
- K-R-I-T Motor Car Company
- KTM

## L
- L&B
- La Licorne
- LaSalle
- Lada ook bekend als VAZ
- LaFayette
- Lagonda
- Lamborghini
- Lanchester
- Lancia
- Land Rover
- Landwind
- Laraki
- L'Ardennais
- Laurin & Klement
- Le Guy
- Le Patron
- Le Zèbre
- Lea-Francis
- Léon Bollée
- Lexus
- Liberty
- Lifan
- Lightburn
- Ligier
- Lincoln (Detroit, Michigan)
- Lincoln (Lincoln, Illinois)
- Lincoln (London)
- Linon
- Linser
- Lion Motor Car Company
- Lister
- Lloyd
- Locomobile
- Locost
- LoeAZ
- Logan
- Lohner
- Lomax
- Lorraine-Dietrich
- Lotus
- Luchjenbroers
- Lutzmann
- Lynk & Co

## M
- Magirus
- Mahindra
- Maini
- Malaxa
- Marcos
- Marmon
- Marta
- Martin
- Maruti
- Martini
- Maserati
- Matford
- Mathis
- Matra
- Maxwell
- Maxwell-Briscoe
- Max
- Maxus
- Maybach
- Mazda
- McLaren Automotive
- McLaughlin
- Meccanica Maniero
- Meeussen
- Mega
- Melkus
- Mercedes
- Mercedes-Benz
- Mercer
- Mercury (automerk)
- Merkur
- Messerschmitt
- Métallurgique
- Metzger
- MG
- Michigan Automobile Company
- Michigan Motor Car Manufacturing Company
- Midas
- Miele
- Miesse
- Minerva
- Mini
- Mitsubishi
- Mitsuoka
- Monaco Gaspare
- Monica
- Monterosa
- Monteverdi
- Moretti
- Morgan
- Morris
- Mors
- Moskvitsj
- Motobloc
- Munson Company
- Muntz

## N
- NAG
- Nagant
- Namco
- Napier
- Nardi
- Nash
- Nasr
- National
- NAZ
- Nazzaro
- Neerlandia
- Nekaf
- Neri & Bonacini
- Netam
- Nio
- Nippon (m.n. Nippon Skyline)
- Nissan
- Noble
- Northern Manufacturing Company
- Northway
- NSU

## O
- ÖAF
- Oakland
- Ogle
- Oldsmobile
- Oltcit
- OM
- Omnia
- Opel
- Orca
- Osca
- Otosan
- Overland, (Willys)

## P
- Packard
- Pagani
- Paige
- Panhard
- Panhard-Levassor
- Panoz
- Panther (San Marino)
- Panther (Groot-Brittannië)
- Panther (Verenigde Staten)
- Parijsiene
- Parry Auto Company
- Paykan
- Peel
- Peerless (Cleveland, Ohio)
- Peerless/Warwick
- Pegaso
- Perodua
- Peugeot
- Philos
- Piaggio
- Pic-Pic
- Pieper
- Pierce-Arrow
- Pininfarina
- Pinzgauer
- Pipe
- Piper
- Plasticar
- Playboy
- Plymouth
- Polestar
- Polski Fiat
- Pontiac
- Pope
- Porsche
- Portaro
- Praga
- PRB
- Premier
- Presto
- Prince
- Princess
- Proton
- Protos
- Publix
- Puch
- Puma
- Pup
- Pyonghwa
- Python

## Q
- Qiantu
- Qoros
- Qvale

## R
- Rambler
- Ram Trucks
- Range Rover
- RCM
- Reliant
- Renault
- Reo
- Republic
- Retro-Style
- Reva
- Rex-Simplex
- Rickenbacker
- Riker Electric
- Riley
- Rimac
- Rinspeed
- Ritter-buggy
- RMC
- Roaring Forties
- Robin Hood
- Robnell
- Rochdale
- Rocket
- Roewe
- Rolls-Royce
- Rosengart
- Rover
- Ruf
- Ruiter
- Ruska
- Russell-Knight
- Russo-Baltique

## S
- Saab
- Saker
- Sabra
- Saleen
- Salmson
- Sampson
- Samsung
- San Storm
- Santana
- Saturn
- Sava
- Savio
- Saxon Motor Car Company
- Sbarro
- Scaldia
- Scarab (Reventlow)
- Scimitar
- Scion
- Sears, Roebuck Company
- SEAT
- Siata
- Simca
- Simplex (Nederland)
- Simplex (Frankrijk)
- Simplex (Verenigde Staten)
- Singer
- Sipani
- Siva
- Sizaire-Naudin
- Škoda
- Smart
- Spartan
- Springuel
- Spyker (tot 1925)
- Spyker (vanaf 2000)
- SsangYong
- SSC North America (Voorheen Shelby SuperCars)
- Standard Motor Company (Groot-Brittannië)
- Standard (Duitsland)
- Standard (België)
- Standard (India)
- Stanley
- Star
- Startwin
- Stearns
- Sterling
- Stevens-Duryea
- Steyr
- Steyr-Daimler-Puch
- Stoddard-Dayton
- Stoewer
- Stout-Scarab
- Studebaker
- Stutz
- Subaru
- Sunbeam
- Susita
- Suzuki
- Swallow
- Syrena

## T
- Talbot
- Talbot-Lago
- Tata
- Tatra
- Tesla
- Th!nk (ook Pivco)
- Thomas-Detroit
- Thomond
- Thulin
- Thornycroft
- Tidaholm
- Titan
- Titania
- Tjorven (ook Kalmar)
- Tofaş
- Tokchon
- Tommy Kaira
- Tornado
- TAM
- Towne Shopper
- Toyota (zie ook Lexus)
- Trabant
- Tracta
- Trident
- Triumph
- Troll
- Tucker
- Turner
- Tushek
- TV
- TVR

## U
- UAZ
- United States Motor Company
- URI

## V
- Vabis
- Valmet
- Vanden Plas
- Vandenbrink, zie Carver
- Vandenbrink Design
- Vauxhall
- Vector
- Venturi
- Vespa
- Vignale
- Vincke
- VinFast
- Vivinus
- Voglietta
- Voisin
- Volga
- Volkswagen (VW)
- Volvo

## W
- W.A. Paterson Company
- Waaijenberg
- Walter
- Wanderer
- Warren-Detroit
- Wartburg
- Waverley Electric
- Welch Motor Car Company
- Westfield
- White
- Wiesmann
- Willys-Overland
- Winton
- W Motors
- Wolseley
- Woods Electric

## X
- XPeng

## Y
- Yalta
- Yes!
- Yue Loong
- Yugo
- Yamaha

## Z
- Zaschka
- Zastava
- Zato
- ZAZ
- Zeekr
- Zender
- Zenos Cars
- Zenvo
- ZiL
- Zimmer
- Züst
- Zündapp